# Симулятор гидроразрыва пласта
Симулятор гидроразрыва пласта (симулятор ГРП) — промышленное программное обеспечение для математического моделирования и анализа процесса создания трещин в ходе гидроразрыва пласта.
Симулятор гидроразрыва пласта предназначен для решения ряда прикладных задач, связанных с моделированием распространения трещины гидроразыва в пласте с учетом геологического строения пласта, геомеханических свойств слагающих пород, динамики течения жидкости разрыва и транспорта проппанта. Программное обеспечение для моделирования гидроразрыва пласта применяется в нефтегазовой отрасли в процессах планирования, контроля и анализа применения технологии ГРП.
Основные функции симуляторов ГРП:
- Формирование планового или анализ фактического дизайна операции ГРП:
  - построение геомеханической и фильтрационной модели пласта с учётом данных ГИС
  - формирование постадийного плана закачки: расход закачки, объёмы жидкости разрыва, концентрации проппанта и химических реагентов
  - расчет технологического режима проведения ГРП (устьевое давление, забойное давление, гидравлика в стволе скважины)
  - расчёт и визуализация динамики геометрических размеров трещины гидроразрыва в процессе производства ГРП
  - расчёт и визуализация течения проппанта в трещине гидроразрыва в процессе производства ГРП
  - расчёт и визуализация закрепленной геометрии трещины гидроразрыва после закрытия трещины на проппант
  - расчёт фильтрационно-ёмкостных свойств закреплённой трещины гидроразрыва и прироста продуктивности скважины от ГРП
- Анализ тестовых закачек перед основной операцией ГРП (миниГРП, тесты со ступенчатым изменением расхода закачки, анализ кривой падения после закачки для оценки пластового давления)
- Импорт и визуализация фактических параметров операции ГРП
- База данных свойств жидкостей разрыва и проппантов
- Расчёт технико-экономической эффективности операции ГРП

Наибольшее распространение на мировом и российском рынке имеют несколько программных продуктов: MFrac, FRACPRO, FracCADE, StimPlan, GOHFER, Kinetix.
Отечественные симуляторы ГРП, позволяющие решать производственные задачи, находятся в стадии разработки рядом компаний. 
В частности, в октябре 2017 года ПАО «НК Роснефть» заявила о создании и внедрении в опытную эксплуатацию собственного промышленного симулятора ГРП «РН‑ГРИД», основанного на модели Planar3D и позволяющего заменить попавшие под секторальные санкции западные аналоги.
В мае 2018 года ПАО «НК Роснефть» объявила об успешном внедрении собственного промышленного симулятора ГРП «РН‑ГРИД» в дочернем сервисном предприятии ООО «РН-ГРП» и полном импортозамещении программного обеспечения для моделирования ГРП.